# Горна Върба
Горна Върба (на хърватски: Gornja Vrba) е община в Бродско-посавска жупания, Хърватия. Включва две населени места - Долна Върба и Горна Върба.
Според преброяването от 2011 г. има 2512 жители, 98,6 % от които хървати.